# BK Studánka Pardubice
BK Studánka Pardubice (celým názvem: Basketbalový klub Studánka Pardubice) je český ženský basketbalový klub, který sídlí v Pardubicích ve stejnojmenném kraji. Založen byl v roce 2004. Od sezóny 2013/14 působí v české druhé nejvyšší basketbalové soutěži žen, známé pod názvem 1. celostátní liga žen. Své domácí zápasy odehrává v hale Sportovního gymnázia s kapacitou 1 400 diváků. Klubové barvy jsou červená a bílá.
Největším úspěchem klubu byla celkem tříroční účast v nejvyšší soutěži žen (sezóny 2010/11–2012/13).

## Historické názvy
Zdroj: 
- 2004–2017 – BK Pliska Studánka Pardubice (Basketbalový klub Pliska Studánka Pardubice)
- 2017–současnost – BK Studánka Pardubice (Basketbalový klub Studánka Pardubice)

## Umístění v jednotlivých sezonách
Zdroj: 
Legenda: ZČ – základní část, červené podbarvení – sestup, zelené podbarvení – postup, fialové podbarvení – reorganizace, změna skupiny či soutěže
| Česko (2006 – ) |                              |           |                 |           |                                     |
| Sezóna          | Název v ročníku              | Úroveň    | Soutěž          | ZČ        | Play-off                            |
| 2006/07         | BK Pliska Studánka Pardubice | 3. úroveň | 3. liga – sk. B | 2. místo  | Finálová skupina (2. místo); postup |
| 2007/08         | BK Pliska Studánka Pardubice | 2. úroveň | 1. liga         | 4. místo  | Finálová skupina (4. místo)         |
| 2008/09         | BK Pliska Studánka Pardubice | 2. úroveň | 1. liga         | 3. místo  | Semifinále                          |
| 2009/10         | BK Pliska Studánka Pardubice | 2. úroveň | 1. liga         | 4. místo  | Finále (výhra); postup              |
| 2010/11         | BK Pliska Studánka Pardubice | 1. úroveň | ŽBL             | 10. místo |                                     |
| 2011/12         | BK Pliska Studánka Pardubice | 1. úroveň | ŽBL             | 11. místo | Baráž o ŽBL (1. místo)              |
| 2012/13         | BK Pliska Studánka Pardubice | 1. úroveň | ŽBL             | 12. místo | Baráž o ŽBL (4. místo); sestup      |
| 2013/14         | BK Pliska Studánka Pardubice | 2. úroveň | 1. liga         | 2. místo  | Semifinále                          |
| 2014/15         | BK Pliska Studánka Pardubice | 2. úroveň | 1. liga         | 3. místo  | Semifinále                          |
| 2015/16         | BK Pliska Studánka Pardubice | 2. úroveň | 1. liga         | 5. místo  | Čtvrtfinále                         |
| 2016/17         | BK Pliska Studánka Pardubice | 2. úroveň | 1. liga         | 9. místo  | Play-out (1. místo)                 |
| 2017/18         | BK Studánka Pardubice        | 2. úroveň | 1. liga         | 4. místo  | Čtvrtfinále                         |
| 2018/19         | BK Studánka Pardubice        | 2. úroveň | 1. liga         | 4. místo  |                                     |
| 2019/20         | BK Studánka Pardubice        | 2. úroveň | 1. liga         | 3. místo  |                                     |
| 2020/21         | BK Studánka Pardubice        | 2. úroveň | 1. liga         |           |                                     |
| 2021/22         | BK Studánka Pardubice        | 2. úroveň | 1. liga         | 1. místo  |                                     |
| 2022/23         | BK Studánka Pardubice        | 2. úroveň | 1. liga         | 9. místo  |                                     |
| 2023/24         | Studánka Pardubice           | 2. úroveň | 1. liga         |           |                                     |